# Gasto público
El gasto público es el total de gastos realizados por el sector público del Estado, en la adquisición de bienes y servicios. En una economía de mercado, el destino primordial del gasto público es la satisfacción de las necesidades colectivas, mientras que los gastos públicos destinados a satisfacer el consumo público solo se producen para remediar las deficiencias del mercado. También tienen una importancia reseñable los gastos públicos de transferencia tendientes a lograr una redistribución de la renta y la riqueza.

## Autorización del gasto
La autorización de gasto público es el instrumento legal que le permite al funcionario aprobar previamente el gasto que deberá cancelar la administración para luego ser reflejado contablemente, en virtud del cual, la autoridad competente acuerda realizarlo y gestiona un gasto con cargo a un crédito, determinando su cuantía en forma cierta o de la forma más aproximada posible, cuando no puede hacerse de forma cierta, reservando, a tal fin la totalidad o una parte del crédito presupuestado. Este acto no implica aún relación sin interesado ajenos a la entidad, pero supone la puesta en marcha del proceso administrativo.
Gasto público: recoge aquellos bienes y servicios adquiridos por la Administración Pública, bien para su consumo (material de oficina, servicios de seguridad y limpieza...), bien como elemento de inversión (ordenadores, construcción de carreteras, hospitales...). También incluye el pago de salarios a los funcionarios.
No incluye, sin embargo, el gasto de pensiones: cuando paga el salario a un funcionario compra un servicio, su trabajo (hay una transacción económica), mientras que cuando paga una pensión se trata simplemente de una transferencia de rentas (no recibe nada a cambio), por lo que no se contabiliza en el PIB.[cita requerida]

## Incidencia del gasto
Los gastos realizados por el gobierno son de naturaleza diversa. Van desde cumplir con sus obligaciones inmediatas como la compra de un bien o servicio hasta cubrir con las obligaciones incurridas en años fiscales anteriores. Sin embargo, muchos de ellos están dirigidos a cierta parte de la población para reducir el margen de desigualdad en la distribución del ingreso.
Por lo tanto, saber en qué se gasta el dinero del presupuesto público resulta indispensable y sano, pues a través de este gasto se conoce a quiénes se ayuda en forma directa e indirecta. En esta sección encontrará diversos documentos que dan luz sobre cómo se gasta el dinero público. Además según el modelo keynesiano existe un mecanismo conocido como «multiplicador del gasto» por el cual los rendimientos económicos de una cierta cantidad de gasto superan a la cantidad gastada, vía reactivación de la actividad económica.

## Clasificación económica del gasto público
Desde un punto de vista económico se distinguen cuatro tipos de gasto público:
- Gasto corriente: destinado a las operaciones más básicas del Estado.
- Gasto de capital: destinado a la obtención de activos.
- Gasto de transferencia: destinado a la ayuda de familias o empresas.
- Gasto de inversión: tiene como objetivo crear, aumentar, mejorar o sustituir el capital público ya existente.

## Clasificación desde el punto de vista macroeconómico
- Gasto corrientes o de consumo: Es el conjunto de erogaciones que no tiene como contrapartida la creación de activos, sino que constituye un acto de consumo; esto es, los gastos que se destinan a la contratación de los recursos humanos y a la adquisición de los bienes y servicios necesarios para el desarrollo propio de las funciones de gobierno. Comprenden los relacionados con producción de bienes y servicios de mercado o no de mercado, los gastos por el pago de intereses por deudas y préstamos y las transferencias, asignaciones y donativos de recursos que no involucran una contraprestación efectiva de bienes y servicios.

El gasto corriente se refiere a la adquisición de bienes y servicios que realiza el sector público durante el ejercicio fiscal sin incrementar el patrimonio federal. Este tipo de gasto incluye las erogaciones necesarias para que las instituciones del gobierno proporcionen servicios públicos de salud, educación, energía eléctrica, agua potable y alcantarillado, entre otros, así como para cubrir el pago de las pensiones y los subsidios destinados a elevar el bienestar de la población de menores ingresos. Se incluyen aquí también los subsidios para los programas de desarrollo rural, la compra de medicamentos y las remuneraciones a maestros, médicos, enfermeras, policías y personal militar. El gasto corriente puede ser dividido en dos categorías distintas. Los primeros reflejan los gastos de consumo colectivo (justicia, defensa,  policía) los cuales benefician a la sociedad en conjunto, o a una buena parte de la sociedad, y son generalmente conocidas como bienes públicos y servicios. Los segundos se refieren a los gastos de consumo individual (educación, servicios públicos de salud, servicios de agua potable, entre otros.), que reflejan gastos incurridos por el gobierno para elevar el bienestar de la población individualmente. Debido a que los bienes y servicios producidos por el gobierno no tienen un precio de Mercado, el valor de los productos está determinado por el total de los costos necesarios para producir estos bienes y servicios. Estos costos consisten principalmente en el pago de salarios de empleados, consumo intermedio y depreciación.
- Gasto de capital: Gasto para mantener o mejorar la capacidad productiva del país, sobre todo infraestructuras.
- Gasto de transferencia: Capital que el estado cede a empresas y familias que lo necesitan. Se destina a los diversos programas y ayudas sociales como puede ser el seguro contra desempleo, seguro social, financiamientos, becas, subsidios, etc.
- Gasto de inversión: Puede definirse como la erogación estatal destinada a la adquisición o producción de bienes instrumentales o de capital, que incrementen el activo fijo del estado y sirvan como instrumentos de producción para el propio estado, de los bienes y servicios públicos.[12]

## Magnitud del gasto público
Depende de:
- Factores demográficos: elevadas tasas de crecimiento de la población y el prolongamiento del promedio de vida.
- Exigencias de los consumidores: a medida que la población tiene acceso a mayores niveles de información, demandara buenos servicios públicos.
- De índoles políticas: el rol o participación del estado dentro del sistema económico variara si nos encontramos frente a una economía de mercado, dirigida o mixta.

La mezcla exacta de participación del sector público y privado en la economía está influida por la filosofía política de cada gobierno en particular.

## Fines y objetivos del gasto público
Son los siguientes:
- Conservación y mantenimiento del capital existente.
- Mejoramiento de la atención de ciertas necesidades productivas, asegurando los abastecimientos de energéticos, aceros e infraestructura en general.
- Aplicación del consumo social.
- Expansión en el desarrollo agropecuario.
- Diversificación en las exportaciones.
- Fomento del turismo.